# Rőder Vilmos
Rőder Vilmos (Pécs, 1881. január 11. – Budapest, 1969. december 13.) magyar katonatiszt, honvédelmi miniszter a Darányi-kormányban.

## Élete
Rőder Vilmos és Held Gabriella fia. 1899-ben végezte el a Ludovika Akadémiát. Előbb hadnagy lett, majd a bécsi hadiiskola elvégzése után főhadnagy lett. Az első világháborúban hadosztály, majd hadtest vezérkari főnök volt. 1920-tól vezérkari ezredes, 1923-tól vezérőrnagy, 1926-tól altábornagy, 1933-tól pedig gyalogsági tábornok (vezérezredes) lett. 1920-tól a hadügyminisztériumban volt hadműveleti osztályvezető, csoportfőnök. 1930 - 1934 között a hadseregfejlesztés elindítója volt, mivel azonban Gömbös Gyula miniszterelnök ez irányú terveivel szembekerült, nyugdíjba vonult. Gömbös halála után, 1936 - 1938 között Darányi Kálmán kormányában lett honvédelmi miniszter. Részt vett a győri program kidolgozásában. A Darányi-kormány többi tagjával együtt 1938-ban ő is lemondott. Ezt követően Bethlen István köréhez csatlakozott, amely ellenezte a háborúba való belépést. Részt vett az 1944. szeptember 11-ei ülésén a koronatanácsnak, melyen a fegyverszünet megkötése mellett foglalt állást.

## Házassága és gyermekei
Feleségül vette szentkereszti Szalay Anna (†1973) úrhölgyét. A házasságukból született egy leányuk:
- Rőder Johanna

## Emlékezete
- Alakja felbukkan (említés szintjén) Kondor Vilmos magyar író Budapest noir című bűnügyi regényében.